# 都道府県知事
都道府県知事（とどうふけんちじ）は、日本の地方公共団体である都道府県の長である。単に知事ともいう。都道府県知事のもとに置かれる部局を知事部局という。
以下、地方自治法については条名のみ記載する。

## 歴史
「知事」という呼称について、日本では古くは奈良時代の知太政官事などの例がある。この場合は「知」と「事」の間に被任命者が治める（治（し）る=知る）べき官職などの名前をはさむ中国語（漢文）式の呼称が用いられた。
近代の地方官の呼称としては、王政復古後の1868年（慶応4年）閏4月に出された政体書において、知府事・知県事が設けられたのが最初である。これにより、以後は旧幕府領・旗本領や戊辰戦争における佐幕藩からの接収地などに順次府県が設置され、知府事・知県事が任命された。また、1869年（明治2年）6月の版籍奉還後は、全国の藩を治める諸侯（旧大名）たちを藩知事に任命した。「知府事」・「知県事」・「知藩事」のいずれについても、特に任地を前置する場合には、「東京府知事」、「愛知県知事」、「山口藩知事」などの形で呼ぶことが多かった（ただし、「武蔵知県事」などという呼称も多くみられる）。
1871年（明治4年）7月の廃藩置県では府県ともにその地方長官を知事と呼んだが、県については同年11月から1886年（明治19年）まで県令と称した。1886年（明治19年）以降は再び府知事・県知事の呼称となって現在に至る。一方で、北海道の地方長官は北海道庁長官（1886年（明治19年） - 1947年（昭和22年））、内地編入された樺太の地方長官は樺太庁長官（1907年（明治40年） - 1947年（昭和22年））、東京都の地方長官は東京都長官（1943年（昭和18年） - 1947年（昭和22年））と呼んだ。
初期の知事・県令には、日田県知事の松方正義や兵庫県知事の伊藤博文、神奈川県知事（令）の陸奥宗光（兵庫県知事も歴任）など、のちに元勲と呼ばれる人々をはじめとする藩閥系の人々が多く任じられた。その後は、政党との提携を模索していた第2次伊藤博文内閣後期から最初の政党内閣である第1次大隈重信内閣（隈板内閣）にかけては、政党員が知事に任命される例が続いた。
1899年（明治32年）に第2次山県有朋内閣によって文官任用令が改正され、知事が政治任用ポストではなくなって、政党員ではなくもっぱら内務官僚が任命されるようになり、内務官僚出世のコースの一つとなっていった。大正から昭和にかけては、高等文官試験の合格者から毎年30〜40名ほどが採用されていたのに対して、道府県の知事ポストは47あるため、彼らの誰もが到達可能な最も高いポストとして出世の目標とされた。
もっとも、人事が完全に省内で完結するようになったわけではなく、第1次西園寺公望内閣・第2次西園寺公望内閣時代に、原敬内務大臣の下で立憲政友会（政友会）の影響が強まって以降は、二大政党による政権交代がみられた大正後期から昭和初期の政党内閣期には内務官僚も政友会ともう一方の大政党である憲政会・立憲民政党（民政党）のそれぞれの系列に分かれ、それが知事人事にも反映した。
戦前の府県制下における知事は、地方長官として管轄する府県の区域内で国の一般行政を担任し、内務大臣を上官とした。ただし、知事の管轄権限は幅が広く内務省以外の各省の管轄事務にも及ぶので、運用上は内閣総理大臣および各省大臣のいずれもが知事に対する上級官庁としての地位を有した。同時に知事は地方自治体としての府県の長でもあり、議決機関である府県会および府県参事会の議決に基づき条例等を執行した。府県会・府県参事会の議決権の範囲が限定的であったのに対し、知事は府県会の招集権を一方的に有するなど、議決機関に対する知事の権限は強大であった。政治任用が行われた時期も含めて知事の在任期間は一般的に短く、1年半〜2年ほどで交替するのが通常で、内務官僚の知事の場合は他府県や本省との間で異動を繰り返した。東京府知事も含む府県知事は勅任官であったが、東京都長官はそれよりも地位が高い親任官とされていた。
第二次世界大戦後、占領下における占領政策の一環として、1946年（昭和21年）9月に府県制及び東京都制が改正され、地方長官を住民の直接投票によって選挙する公選制が導入された。日本国憲法施行に先んじて、1947年（昭和22年）4月に行われた最初の知事公選が行われた
。5月3日に日本国憲法とともに地方自治法が施行され、4月に公選された地方長官は、そのまま地方自治法による都道府県知事に移行した。

## 地位と職務について
都道府県知事は、都道府県を統括し、これを代表する（第147条）独任制の執行機関であり、地方公務員法の適用がない特別職の地方公務員である。
日本国憲法下では「地方公共団体の長」であるが、議決機関である地方議会の議員と同様に、住民の直接選挙によって公選される。それゆえ、知事と議会は対等の関係にある。

### 被選挙権について
以下のすべての要件を満たしている者は、都道府県知事の被選挙権を有する（第19条第2項）。
- 日本国民
- 年齢満30歳以上

地方議会の議員とは異なり、都道府県知事では当該都道府県に住所を有していることは要件に含まれない。

### 任期について
任期は4年（第140条）。地方公共団体の長の任期は選挙の日から起算する（公職選挙法第259条本文）。ただし、任期満了による選挙が地方公共団体の長の任期満了の日前に行われた場合において、前任の長が任期満了の日まで在任したときは前任者の任期満了の日の翌日から、選挙の期日後に前任の長が欠けたときはその欠けた日の翌日から、それぞれ起算する（公職選挙法第259条但書）。地方公共団体の長の職の退職を申し出た者が当該退職の申立てがあったことにより告示された地方公共団体の長の選挙（いわゆる出直し選挙）において当選人となったときは、その者の任期については当該退職の申立て及び当該退職の申立てがあったことにより告示された選挙がなかったものとみなして公職選挙法第259条の規定が適用される（公職選挙法第259条の2）。 
なお、住民の直接請求の制度として解職請求（リコール）の制度があり、4年の期間満了前に都道府県知事の地位を失うことがある。

### 兼職禁止について
都道府県知事は、衆議院議員又は参議院議員と兼ねることができない。また、地方公共団体の議会の議員並びに常勤の職員及び短時間勤務職員と兼ねることができない（第141条）。
よって、知事が国会議員選挙に出馬する場合や、逆に、国会議員が知事選挙に出馬する場合は、まず、辞職をしてから立候補する必要がある。辞職せずに立候補したときは立候補の届け出をもって辞職したとみなされる。
なお知事が国務大臣と兼任することについては明確に禁ずる規定は存しないが、内閣は「兼任を禁止する明文の規定はない。しかしながら、内閣の一員として国政を担う国務大臣には全力を尽くして職務に専念することが求められており、都道府県を統轄しこれを代表する知事も同様である。こうした職責の重大さにかんがみ、現に都道府県知事である者を国務大臣に任命することは考えられない」と答弁している。なお、後述の増田寛也・片山善博は知事退任後に総務大臣に就任しているほか、岸田内閣では、かつて長崎県知事を務めていた金子原二郎が、農林水産大臣として入閣している。

### 兼業禁止について
都道府県知事は、以下の兼業が禁止されている（第142条）。
- 当該都道府県に対し請負をする者及びその支配人になること
- 主として同一の行為をする法人の無限責任社員、取締役、執行役若しくは監査役若しくはこれらに準ずべき者、支配人及び清算人たること
ただし、法人については当該普通地方公共団体が資本金の2分の1以上を出資するものは例外とされている。これは、地方公共団体と請負関係にある法人の中に、地方公共団体が主体となって設立し公共事業を地方公共団体に代わって運営しているものがあるという実態にかんがみて認められているものである。

### 主な権限について
地方自治法は二元代表制を採用しており、知事と都道府県議会との関係についても大統領制下における大統領に類似しているが、議会による知事の不信任決議（178条）、知事による議会の解散権（同条1項）や議案提案権（149条1号）等、一部議院内閣制的な要素もみられる。
特徴的な権限は以下のとおりである。
議会を解散する権限について
議会が知事の不信任の議決をした場合および不信任の議決をしたと見なせる場合にはその通知を受けて10日以内に議会を解散する権限を有する。
条例案に対する拒否権について
議会が議決した条例や予算について再議に付す権限を有する。ただし、議会が3分の2以上の多数で再可決をすればその議決が確定する。
予算の調製と執行について
予算を調製して議会に提出する権限を有する。議会には予算の増額修正権（もちろん減額修正も）が認められているが、長の予算案提出権限を侵すような修正はできない。過去にはこの権限をフル活用して、国のダム建設や大規模博覧会の中止など大胆な行動に出た知事もいる。
人事権について
行政委員会職員などを除く知事部局職員の人事権を自由に行使する権限を有する。一部の行政委員会については委員の任命権を持ち、政治的影響力の行使が可能。
地方税の賦課について
議会の議決と総務大臣の同意を取り付ければ新たな租税（地方税）を創設することができる。例えば、石原慎太郎東京都知事が作り出したホテル税や三重県の産業廃棄物税がこれに当たる。
専決処分権限について
議会を招集する時間的余裕がないと認められる場合など、独自の判断で条例を制定することができる。ただし次の議会で承認を求めなければならない場合もある。
- 予算の調製・執行
- 議案の提案
- 地方税の賦課徴収、分担金・使用料・加入金、または手数料の徴収、過料を科すること
- 決算を普通地方公共団体の議会の認定に付すること
- 会計の監督
- 財産の取得・管理・処分
- 公の施設の設置・管理・廃止（第149条）
- 規則制定権（第15条第1項）
- 補助機関たる職員の指揮監督権（第154条）
- 当該普通地方公共団体の区域内の公共的団体等についての指揮監督権（第157条）
- 支庁・地方事務所、保健所・警察署その他の行政機関及びその他必要な内部組織に係る設置権限
- 組織に関する総合調整権

なお、普通地方公共団体の事務を執行することは、一般に長の権限に属するものとされる（第149条第9号）ことから、明文により他の執行機関の権限に属するとされる事務以外は長の権限であると推定される。

### 機関委任事務について
従来は知事が国の行政機関として主務大臣の指揮監督を受けながら国の事務を執行する機関委任事務という制度があったが、2000年（平成12年）4月1日施行の地方分権一括法により廃止され、その大半は自治事務及び法定受託事務となった。

## 知事賞
各都道府県において顕著な功績を挙げた者に対して各都道府県知事の名で授与される賞。主に全国規模で開催される文化的なコンクールの成績上位者または各都道府県規模で開催される文化的なコンクールの成績最優秀者に対して知事賞が贈られることが多い。また、特定の高等学校の卒業式において、在学中に学業または部活動で顕著な功績を挙げた者に対して知事賞が贈られることもある。

## 就任者の傾向について
現在の知事の傾向としては過半数が中央官僚や県庁職員出身である（最終履歴が財団法人や社団法人関連の幹部であっても、それ以前は中央官僚であったという例は多い）。次いで多いのは国会議員、県議会（市議会）議員、市町村長、民間（会社員からタレントまで）の順である。

### 中央官庁出身者
中央官庁出身者が多いことには「中央官庁や地元選出の政治家との太いパイプ」を強調し大きい公共事業を呼び込むことが期待できるため、地元財界や建設業者は歓迎する一方で、一部メディアなどからは、「政・官・業の癒着になりやすい」、「中央官庁にコントロールされやすく真の地方自治からはほど遠い」という批判がある。ただし、中央官庁出身者とはいえ、全員が全員このようなタイプというわけではなく、岩手県の増田寛也（建設省）や鳥取県の片山善博（自治省）のように改革派として実績を挙げ、後に民間人閣僚として総務大臣に就任する知事もいる。

### タレント・文化人・スポーツ選手
近年は芸能人などが「タレント政治家」として多数知事選挙に参加しており、都道府県知事になるケースも多い。1995年（平成7年）に東京都で青島幸男、大阪府で横山ノックが相次いで当選したことにより一種の「タレント知事」ブームが起きた。その後、国政経験のない田中康夫（長野県）、東国原英夫（宮崎県）、橋下徹（大阪府）、黒岩祐治（神奈川県）、三反園訓（鹿児島県）などが当選してタレントや文化人などの有名人が知事になることは今やすっかり定着したといえる。東京都では青島から小池百合子までタレントや作家の知事が続いている。スポーツ選手ではプロレスラーで国政経験を持つ馳浩（石川県）がいる。

### 国政政党の公認との関わりについて
前述の青島知事、横山知事が政党の公認や支持を得ない、いわゆる「無党派」知事であったことや、55年体制の崩壊などによる政界再編で国政政党と地方会派の結びつきが弱くなっている現状から、近年、国政政党の公認を受けるケースはまれである。ただし、政党の党員であっても選挙では無所属として当選した人物は少なくない。2023年奈良県知事選挙で日本維新の会公認の山下真が当選したが、それ以前は2007年（平成19年）、群馬県の大沢正明（自民党公認）まで遡る（なお、大沢は2011年（平成23年）の再選時に無所属に転じた）。地域政党など「その他の政治団体」による公認としては、大阪府の吉村洋文（大阪維新の会公認）が挙げられる。しかし、選挙の際には政党が公認ではなく「推薦」または「支持」という形で支援するケースは多く存在する。それでも無党派層を取り込むため、政党の推薦・支持があっても政党色を薄めて選挙を戦うことが比較的多い。

### 地域政党
他方で、2010年頃から知事や政令指定都市市長が地域政党を立ち上げて、彼らの政策を支持する都道府県議を取り込んだり議員選挙に新たに候補を擁立したりする例が出ている（代表例：大阪府知事の橋下徹と府議会議員らが立ち上げた大阪維新の会、名古屋市長の河村たかしが立ち上げた減税日本）。そのような潮流の中、2011年の大阪府知事選挙では大阪維新の会公認の松井一郎が国政政党の支援する候補を破り、それ以降の2015年、2019年、2023年の選挙も同党の公認候補が当選を重ねることとなり、地域政党の勢いに国政政党が翻弄されている状況も存在する。

### 学歴
現職の知事47人中46人が大学もしくはそれ以上の教育機関に入学しており（文部科学省所轄ではない防衛大学校および日本国外の大学を含む）、その中でも東京大学出身者が最も多数を占める（特に西日本の知事に東大出身者が多い）。学部別では、法学部出身者が最も多い。沖縄県の玉城デニーは、現職で唯一最終学歴が専門学校卒である。

### 知事の歴任
戦前の官選時代には複数の府県で知事を歴任する例も見られ、また官選知事の経験者が戦後になって別の府県の知事選に出て当選した事例があったが、戦後の公選制のもとでは、都道府県知事の経験者が他の都道府県で知事選に立候補した事例はあるものの、当選した事例は2023年時点で1例もない。
また戦後の公選知事で知事を一旦離れて別の人が就任していたがその後の知事選で当選して再任となった例としては北野重雄（群馬県）と川村和嘉治（高知県）の2例がある。

## 記録

### 最多当選知事
8選
- 中西陽一石川県知事
- 奥田良三奈良県知事

### 最長在任知事
31年間
- 中西陽一石川県知事
- 現職では福田富一栃木県知事（2004年12月9日-、2025年2月28日現在）

### 最短在任知事
※現職知事は含まない。
- 加納久朗千葉県知事（111日間、逝去によるものとして）
- 館哲二富山県知事（211日間、辞任（公職追放）によるものとして）
- 大田正徳島県知事（338日間、不信任案可決・失職に伴う出直し選挙における落選によるものとして）
- 猪瀬直樹東京都知事（372日間、辞任（公職追放以外）によるものとして）

### 最年長在任公選知事
- 88歳：武藤嘉門岐阜県知事
- 現職では吉村美栄子山形県知事（1951年5月18日生まれ）

### 最年少就任公選知事
- 35歳5か月：田中敏文北海道知事（官選を含めると、1844年8月20日生まれ、就任時、1869年7月28日に24歳で第4代兵庫県知事に就任した陸奥宗光）
- 現職では大石賢吾長崎県知事（1982年7月8日生まれ、2022年3月2日の就任時は39歳）

### 最少公選知事人数
5人
- 石川県、茨城県

### 最多公選知事人数
10人
- 新潟県、宮城県

### 最多現職落選回数
5回
- 山梨県（1951年、1967年、1979年、2007年、2019年）

### 最少現職落選回数
0回
- 北海道（2023年4月9日までに20回中13回現職が出馬しているがすべて当選している。）
- 宮城県（2021年10月31日までに22回中17回現職が出馬しているがすべて当選している。）
- 秋田県（2021年4月4日までに20回中14回現職が出馬しているがすべて当選している。）
- 福島県（2022年11月12日までに22回中14回現職が出馬しているがすべて当選している。）
- 埼玉県（2023年8月6日までに21回中14回現職が出馬しているがすべて当選している。）
- 東京都（2024年7月7日までに21回中12回現職が出馬しているがすべて当選している。）
- 神奈川県（2023年4月9日までに20回中15回現職が出馬しているがすべて当選している。）
- 石川県（2022年3月13日までに20回中15回現職が出馬しているがすべて当選している。）
- 静岡県（2024年5月26日までに21回中14回現職が出馬しているがすべて当選している。）
- 愛知県（2023年2月15日までに20回中14回現職が出馬しているがすべて当選している。）
- 京都府（2022年4月16日までに20回中14回現職が出馬しているがすべて当選している。）
- 兵庫県（2024年11月17日までに21回中13回現職が出馬しているがすべて当選している。)
- 和歌山県（2022年11月27日までに22回中15回現職が出馬しているがすべて当選している。）
- 広島県（2021年11月14日までに20回中13回現職が出馬しているがすべて当選している。）
- 山口県（2022年2月6日までに21回中14回現職が出馬しているがすべて当選している。）

### 親族関係にある知事
- 父・天野久山梨県知事、子・天野建山梨県知事（父子2代・24年間の空白期間あり）
- 祖父・大原博夫広島県知事、孫・藤田雄山広島県知事（大原の娘が藤田の母・31年間の空白期間あり）
- 祖父・高辻武邦富山県知事、孫・高橋はるみ北海道知事、新田八朗富山県知事（高辻の娘が高橋と新田の母・高橋とは47年間、新田とは64年間の空白期間あり）
- 姉・高橋はるみ北海道知事、弟・新田八朗富山県知事